# Bertil Söderberg
Bertil Lennart Söderberg, född 10 juni 1947 i Göteborg, är en svensk före detta handbollsspelare.

## Karriär

### Klubblagsspel
Söderberg startade karriären i hemstadens Västra Frölunda IF och spelade där till 1973. Handbollbokens beskrivning 1971: " Bertil Söderberg, 23 år, studerande. Lagets främste skytt med 514 mål på sex år, 21 matcher i fjor".  Klubben spelade i division 2 till 1970. Söderberg gjorde 108 mål sin första allsvenska säsong 1970–1971, nästa år bara 86. Han bytte sedan klubb till IFK Lidingö 1973. Klubben åkte ur allsvenskan 1973 och Söderberg spelade ännu ett år i division 2. När han återkom året efter, vann han skytteligan 1974–1975 med 136 mål på 18 matcher. Klubben blev i alla fall degraderad. Åren 1976–1977 var Lidingö tillbaka och Söderberg kom tvåa i skytteligan efter Lennart Ebbinge. Klubben klarade sig kvar och 1977–1978 vann Söderberg skytteligan med hela 189 mål på 22 matcher. IFK Lidingö åkte dock ut ur serien och återkom inte. 1979-1980 spelade Bertil Söderberg för SoIK Hellas och kommer på tredje plats i skytteligan med 145 mål. Två år efteråt 1981-1982 spelade han för GF Kroppskultur och vann skytteligan för tredje gången på 150 mål.

### Landslagsspel
Bertil Söderberg spelade 88 landskamper åren 1967 till 1977. Första landskampen den 9 april 1967 på Island mot Island. Sista landskampen 30 oktober 1977 mot Danmark. OS 1972 i München, då Sverige kom på sjunde plats i turneringen, var hans enda mästerskap. Han har blivit tilldelad Stora grabbars märke.

## Klubbar
- Västra Frölunda (1965?-1973)
- IFK Lidingö (1973- 1979?)
- SoIK Hellas (1979-1981?)
- GF Kroppskultur (1981-1982?)

## Meriter
- Seger i allsvenska skytteligan 1974-1975 och 1977-1978 då han spelade för IFK Lidingö.
- Seger i skytteligan 1981-1982 då han spelade för GF Kroppskultur